# Адміністративний поділ Польщі
Сучасний адміністративний поділ Польщі впроваджено 1 січня 1999 року внаслідок адміністративної реформи. Кількість воєводств (пол. województwo) скорочено до 16. Воєводства поділяються на 380 повітів (пол. powiat), включаючи 66 міст, що мають статус міських повітів.
Повіти поділено на 2477 ґмін (пол. gmina).

## ВоєводстваПольщі
Воєводство є адміністративною одиницею найвищого рівня в Польщі, з 1990 року є основною одиницею територіального поділу для урядової адміністрації, з 1999 року також одиницею місцевого самоврядування.
Перші воєводства виникли на рубежі XIV і XV століть. Спочатку це були самостійні військові зібрання на визначених територіях Польщі, якими управляли призначені владою воєводи.
Статус воєводства в Польщі регулюється законом про самоврядування воєводства від 5 червня 1998 року.
Сучасні воєводства Польщі:
| Воєводство | Воєводство                               | Столиця                                                              | www                                             |
| ---------- | ---------------------------------------- | -------------------------------------------------------------------- | ----------------------------------------------- |
| PL-MZ      | Мазовецьке Mazowieckie                   | Варшава Warszawa                                                     |                                                 |
| PL-DS      | Нижньосілезьке Dolnośląskie              | Вроцлав Wrocław                                                      | [Архівовано 2 лютого 2007 у Wayback Machine.]   |
| PL-KP      | Куявсько-Поморське Kujawsko-Pomorskie    | Бидгощ, Торунь Bydgoszcz, Toruń                                      | [Архівовано 3 жовтня 2008 у Wayback Machine.]   |
| PL-LU      | Люблінське Lubelskie                     | Люблін Lublin                                                        | [Архівовано 22 липня 2011 у Wayback Machine.]   |
| PL-LB      | Любуське Lubuskie                        | Гожув-Великопольський, Зелена Гура Gorzów Wielkopolski, Zielona Góra | [Архівовано 14 жовтня 2008 у Wayback Machine.]  |
| PL-LD      | Лодзинське Łódzkie                       | Лодзь Łódź                                                           |                                                 |
| PL-MA      | Малопольське Małopolskie                 | Краків Kraków                                                        |                                                 |
| PL-OP      | Опольське Opolskie                       | Ополе Opole                                                          | [Архівовано 27 вересня 2008 у Wayback Machine.] |
| PL-PK      | Підкарпатське Podkarpackie               | Ряшів Rzeszów                                                        | [Архівовано 30 серпня 2008 у Wayback Machine.]  |
| PL-PD      | Підляське Podlaskie                      | Білосток Białystok                                                   | [Архівовано 28 серпня 2008 у Wayback Machine.]  |
| PL-PM      | Поморське Pomorskie                      | Ґданськ Gdańsk                                                       | [Архівовано 15 жовтня 2008 у Wayback Machine.]  |
| PL-SK      | Свентокшиське Swiętokrzyskie             | Кельці Kielce                                                        | [Архівовано 17 серпня 2008 у Wayback Machine.]  |
| PL-SL      | Сілезьке Śląskie                         | Катовиці Katowice                                                    |                                                 |
| PL-WP      | Великопольське Wielkopolskie             | Познань Poznań                                                       | [Архівовано 6 жовтня 2008 у Wayback Machine.]   |
| PL-WN      | Вармінсько-Мазурське Warmińsko-Mazurskie | Ольштин Olsztyn                                                      | [Архівовано 15 жовтня 2008 у Wayback Machine.]  |
| PL-ZP      | Західнопоморське Zachodniopomorskie      | Щецін Szczecin                                                       | [Архівовано 17 серпня 2008 у Wayback Machine.]  |

## Повіти
Станом на 01.01.2015 року Польща ділиться на 380 сільських повітів і 66 міських (міста на правах повіту). Містом на правах повіту є місто, що в ньому мешкає понад 100 тис. жителів, а також місто, що з 31 грудня 1998 року перестало бути центром воєводства. Повіт повинен охоплювати по можливості однорідну за поселенською і просторовою структурою і за суспільними економічними зв'язками територію.

## Ґміни
2021 року на території Польщі функціонувало 2,477 гмін: 1,523 сільських, 652 місько-сільських та 302 міських (при загальній кількості міст 954, з них 66 — міст на правах повіту).

## Дрібніші одиниці
Ґміни, зазвичай, поділяються на дрібніші одиниці: поселення (пол. Osiedle) або дільниці (пол. Dzielnica) у містах та солтиство (пол. Sołectwo) у сільській місцевості. Однак ці адміністративні одиниці мають менше значення підпорядкові за статусом до ґміни.

## Історичні адміністративні поділи
Територія Польщі зазнавала суттєвих змін протягом польської історії. Сучасний адміністративний поділ на деяких рівнях дуже схожий з історичним, на інших же кардинально відрізняється. Історично польські адміністративні устрої можна розділити на такі періоди:
- До 1569: Адміністративний поділ Королівства Польського
- 1569—1795: Адміністративний поділ Речі Посполитої
- 1795—1807: Адміністративний поділ території Польщі після поділів
- 1807—1815: Адміністративний поділ герцогства Варшавського
- 1815—1914: Адміністративний поділ конгресу Польщі
- 1914—1918: Адміністративний поділ території Польщі під час Першої світової війни
- 1918—1939: Адміністративний поділ Другої Польської Республіки
- 1939—1945: Адміністративний поділ території Польщі під час Другої світової війни
- 1945—1999: Адміністративний поділ Народної Республіки Польща
  - 1946—1950 Адміністративний поділ 1946—1950

У 1946 році відбувся перший післявоєнний адміністративний розділ, виникло 14 воєводств і 2 великі міста (як самостійні одиниці): Варшава — столиця держави, і Лодзь. Воєводства ділилися на 299 повітів (powiat), зокрема 29 міських. Повіти ділилися на ґміни (gmina), яких було більше 3000.
Найбільшим стало Познанське воєводство, Poznańskie — 39,2 тис. км², а найменшим — Гданське, Gdańskie — 10,7 тис. км².
Більше всього жителів налічувало Сілезьке (Шльонське), Śląskie — 2,823 млн осіб, а менше всього — Ольштинське, Olsztyńskie — 352 тис.осіб.
У 1950 році виникли 3 нові воєводства з центрами в Кошаліні, Зеленій Гурі і Ополі.
- - 1950—1957 Адміністративний поділ 1957—1975
  - 1957—1975 Адміністративний поділ Польщі в 1945—1975 роках
  - 1975—1998 Адміністративний поділ Польщі в 1975—1998 роках
- З 1999 року: див. основну статтю вище